# دردهو بايين (بنستان)
دردهو بايين (بالفارسية: دردهو پایین) هي قرية تقع في إيران في قسم بنستان الريفي. يقدر عدد سكانها بـ 24 نسمة .